# Bruk – broń proletariatu
Bruk – broń proletariatu (ros. Булыжник – оружие пролетариата) – rzeźba z brązu autorstwa rosyjskiego rzeźbiarza Iwana Szadra stworzona w 1927 roku, znajdująca się w zbiorach Galerii Tretiakowskiej w Moskwie.

## Opis
Iwan Szadr przygotował tę pracę do udziału w Ogólnorosyjskiej Wystawie Dzieł Sztuki z okazji dziesiątej rocznicy rewolucji październikowej. Szadr stworzył rzeźbę na podstawie osobistych wspomnień z rewolucji 1905 roku, kiedy to na jego oczach odbywały się demonstracje w Jekaterynburgu. 
Postać powstańczego robotnika jest alegorycznym przedstawieniem rewolucji. Sam autor dostrzegł w figurze rodzaj ściśniętej sprężyny, gotowej wyprostować się z niszczycielską siłą i rozwinąć w wydarzenia 1917 roku. Szadr rzeźbiąc robotnika, zachwycał się pięknem proporcji ludzkiego ciała oraz jego lakonicznością, starając się rzeźbić równie wyraziście ze wszystkich stron. Po lewej stronie widać szczególnie wyraźnie, jak trudno jest rozbić bruk, po prawej – rozpoczęty ruch robotnika, z przodu – trajektorię przyszłego lotu broni.
W pierwotnej wersji Iwan Szadr zamierzał wykorzystać wizerunek mężczyzny zrywającego kajdany, ale później porzucił ten pomysł, aby uciec od romantycznej symboliki przeszłości. Jego postać nie jest zgiętym niewolnikiem, ale przyszłym zwycięzcą. Szadr stworzył postać, która obiecywała zwycięstwo, podsumowując wszystkie rosyjskie rewolucje. W 1967 roku z okazji pięćdziesiątej rocznicy rewolucji październikowej w Moskwie w parku powstania grudniowego na Krasnej Priesni zainstalowano brązową kopię rzeźby.

## Galeria

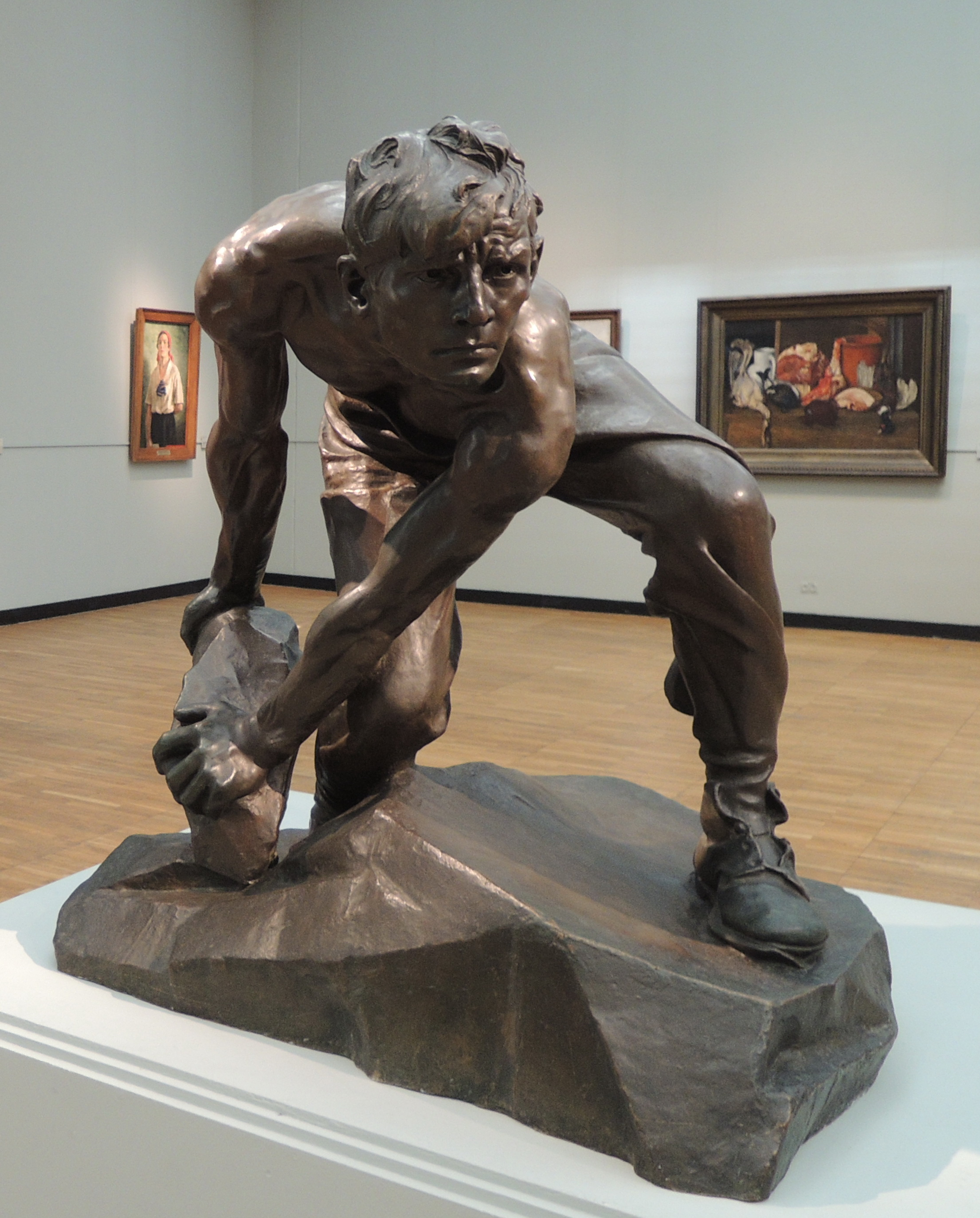
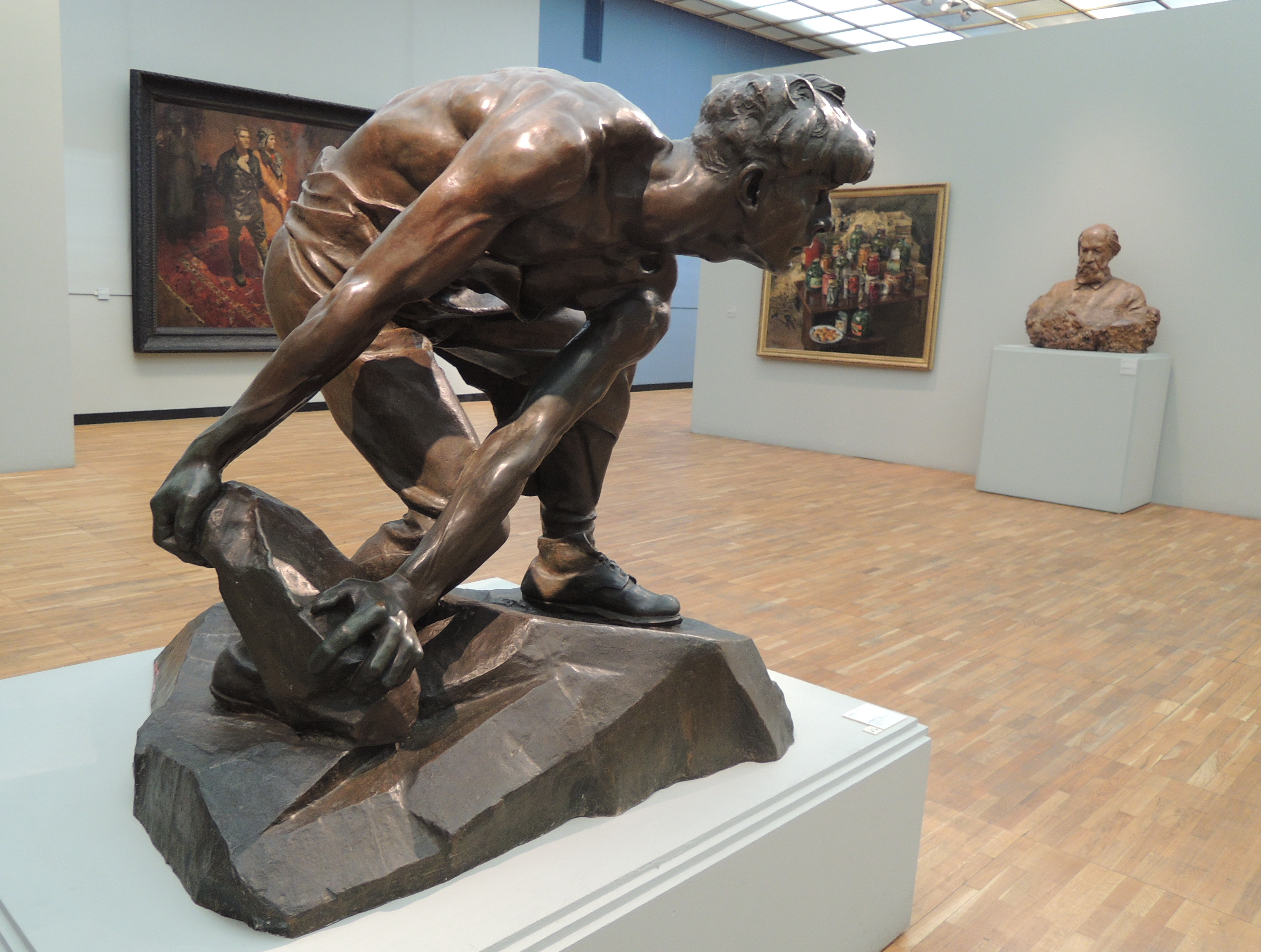
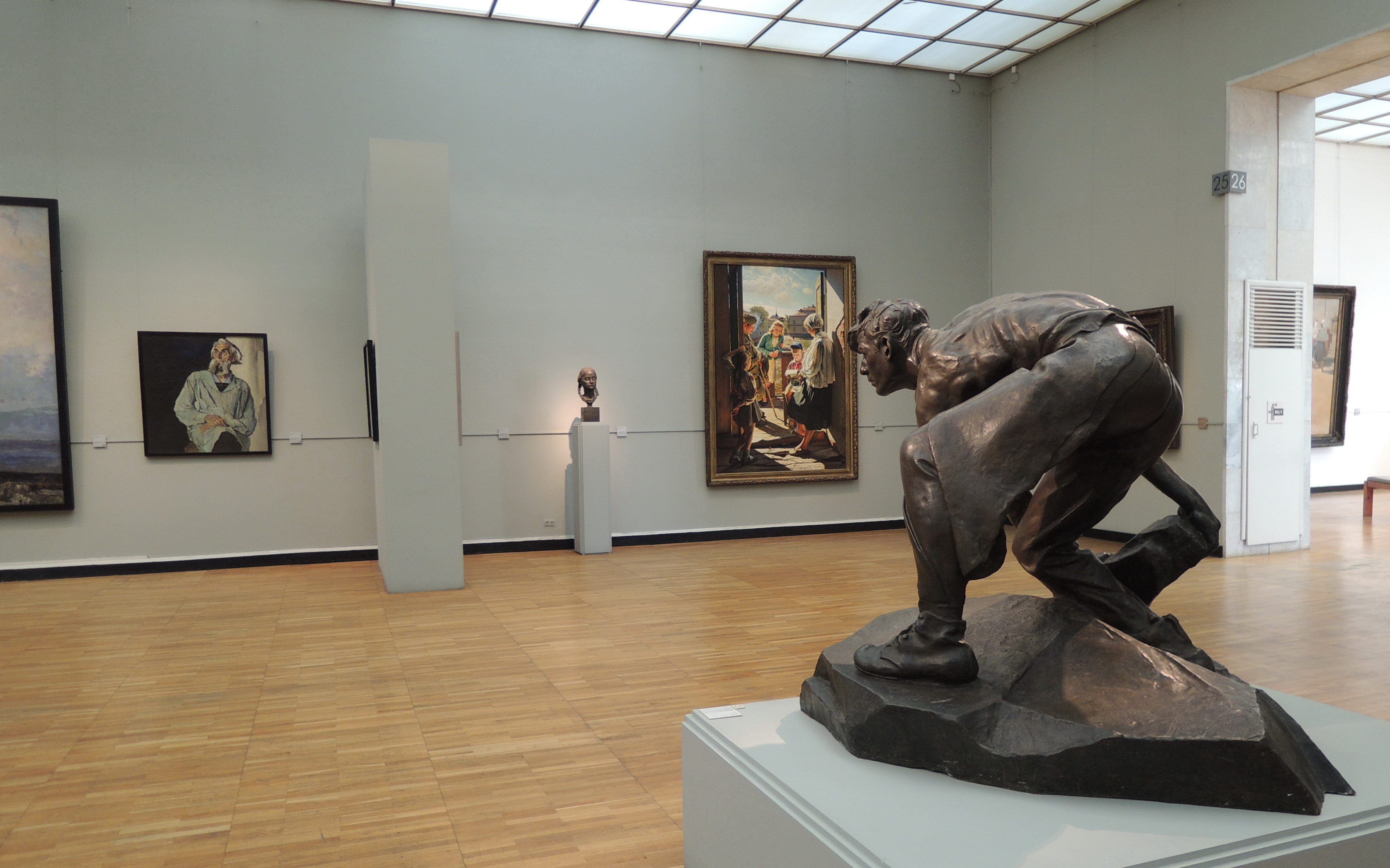
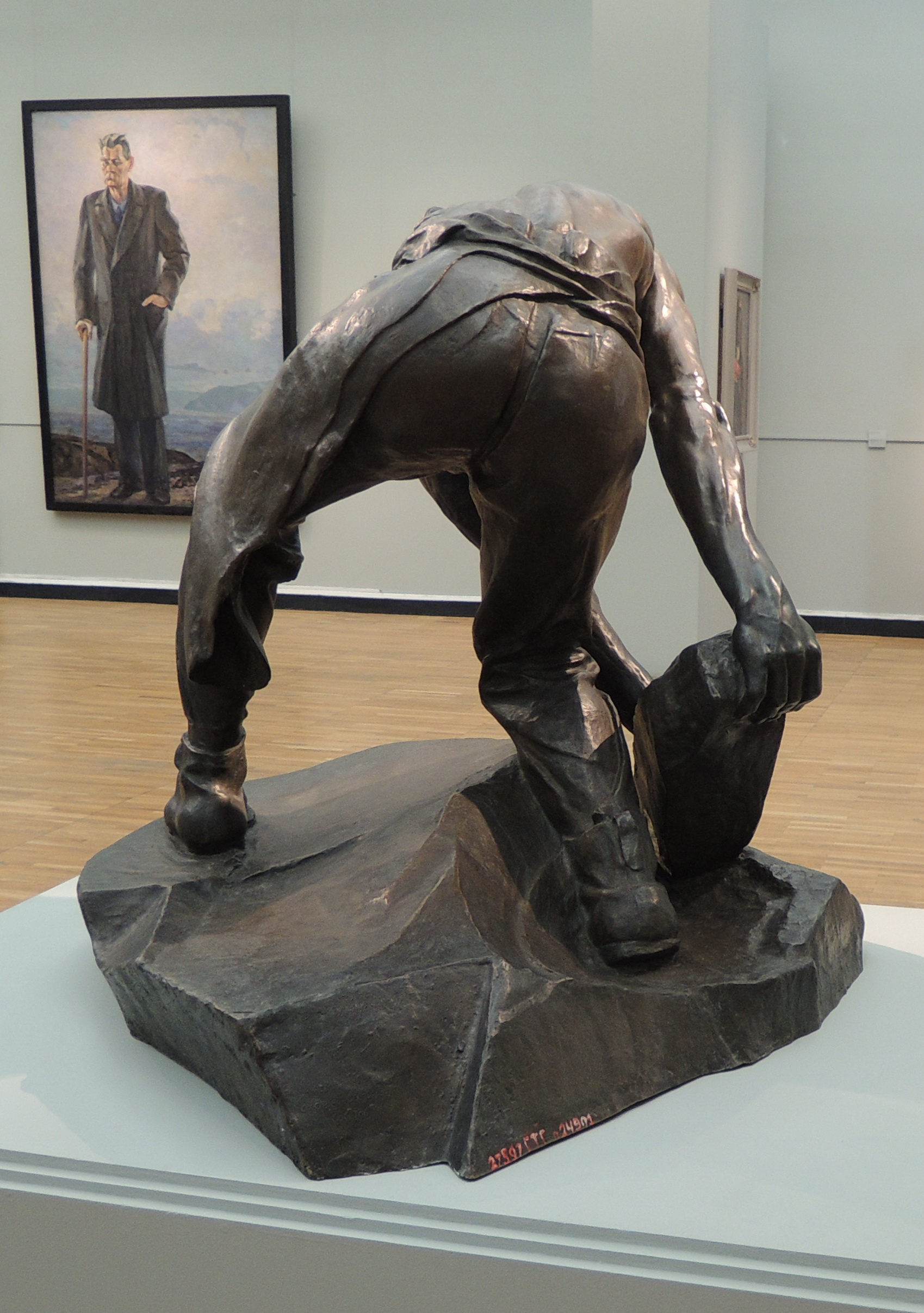